# インスタントラーメン
インスタントラーメン（または即席ラーメン）とは、一般にはインスタント食品の一種で、「瞬間油熱乾燥法または熱風乾燥法（ノンフライ製法）によって製造され、熱湯をかける、または鍋で煮る等でスープも同時に調理できる即席ラーメン」であるが、明確な定義はない。包装により袋麺、カップ麺があり、麺は油揚げ麺、生タイプ麺、ノンフライ麺等の種類がある。即席麺、即席ラーメンとも呼称される。
日本で生まれた食品であり、日本国外に多数輸出され、また技術移転により現地製造されて広く食べられている。台湾、韓国、香港など、日本国外における「ラーメン」は、飲食店のメニューであっても、即席麺を調理した料理であることが少なくない。

## 概要
広義では「ラーメン」という範囲を超え、和風麺のうどん・蕎麦や焼そば等も含めた、多種多様存在する袋入り即席麺（袋麺）およびカップ入り即席麺（カップ麺）全体を指す場合に用いられる。狭義ではその中にてラーメンのみを指す場合や、更に袋入りラーメンに限定して指す場合に用いられる。公正競争規約上の正式名は「即席めん」である。また、食器として使用できる容器（カップ状の耐熱耐水容器等）に入れて加薬（かやく）を添付したタイプはカップラーメンと呼称され、公正競争規約上の正式名は「即席カップめん」である。
日本即席食品工業協会の統計によれば、2006年度に全世界で消費された量は約916億食（カップ麺を含む）。うち日本の消費分は約53億食だった。現在では、世界各地で作られており、ほぼ製造国にて消費される。主な生産・消費地は東アジアおよびアメリカ合衆国である。
小売販売額ベースの世界市場規模は360億2700万ドル（英国の調査会社ユーロモニターインターナショナルによる推計）。企業別シェア首位は、康師傅を傘下に持つ頂新国際集団（台湾）で、日本の日清食品ホールディングス（HD）、インドフード・スクセス・マクムル（インドネシア）、東洋水産（日本）、統一企業（台湾）が続く。この上位5社のシェア合計は約43％で、この他にも日本の内外に多数のメーカーがある。

### 発明
インスタントラーメンには、明確な定義がない。「瞬間油熱乾燥法または熱風乾燥法（ノンフライ麺）によって製造され、スープも同時に調理できる即席麺」を「インスタントラーメン」と定義するなら、一般に1958年8月に発売された「チキンラーメン」が「世界初のインスタントラーメン」となる。
日清食品ホールディングスによれば、インスタントラーメンは日清食品創業者の安藤百福が発明したもので、世界でもそれを認める報道が多い。安藤が発明した瞬間油熱乾燥法を含むインスタントラーメンの基本的な製法は、1963年（昭和38年）に「即席ラーメンの製造法」として特許登録されており、発明協会の戦後日本のイノベーション100選の「トップ10」にも選定されている。
開発者である安藤百福は、妻がてんぷらを揚げているのを見た際、小麦粉の衣がてんぷら鍋の中で泡を立てながら水分をはじき出している様子を見て、この原理を応用すればよいとし、これが瞬間油熱乾燥法の基となった。
ただし、安藤が最初にインスタントラーメンを「発明」したかどうかについては異論が存在する。チキンラーメン発売の数か月前に、「お湯を注いで数分でスープも含め調理できる即席麺」として、安藤と同様に台湾出身である陳栄泰が経営する大和通商が「鶏糸麺」を、同じく台湾出身の張国文による東明商行が「長寿麺」を発売している。日清食品ホールディングスの説明とは異なる経緯として、東京で販売していた「鶏糸麺」を大阪でも販売するために、関西向け代理店として三倉物産が設立され、興味を持った安藤が同社の株主になり、にんにくを使用しない・麺を太くするなどの改良を加えて「チキンラーメン」として販売したという説もある。また、張国文の「長寿麺」は西丸震哉の紹介で南極探検に持ち込まれて大きな話題となった(しかし実際に食べた隊員には不味いと評判が悪かった)が、インスタントラーメンの普及に貢献した。この3社がそれぞれ特許を出願したことで、泥沼的な特許騒動や元祖問題が勃発していた。ただし商品の売れ行きに関しては、安藤の「チキンラーメン」がダントツだった。
結局、日清食品は1961年に東明商行が出願していた「味付け乾麺の製法」特許の権利を2300万円で買い取り、もともと日清が出願していた「即席ラーメン製造法」と合わせて特許登録した。その理由は類似品がいろいろ出回って争いになり、東明商行の張国文も嫌気がさしたために権利を安藤に譲渡したと、張の息子である清川信治が考察している。
また、1958年以前にも即席麺は開発および販売されている。村田製麺所（現：都一）が1953年に、松田産業（現：おやつカンパニー）が1955年に油で揚げた即席麺をそれぞれ開発している。まとめると、この時期の即席麺市場は特許紛争も絡んだであろう「戦国時代」で、そのなかで最終的に勝ち残って特許も買い取ったのが安藤率いる日清食品の「チキンラーメン」だったという説が、インスタントラーメンの起源を追う野嶋剛から報道されている。
戦後の日本で開発された即席麺のルーツを「油で揚げて保存性を高めた麺」とするなら、清代には「伊府麺」という、油で揚げる製法で、ある程度の保存性があり、でん粉が糊化（α化）した麺がつくられていた。この料理は、現在でも広州料理の一つとして一般的に食べられている。フライ麺という製法で作り置きができ、手早く食べられるという点ではこの伊府麺はチキンラーメンと同じ発想の食品とみることができる。しかしこれらは「チキンラーメン」などと異なり、麺以外にスープを用意する必要がある。
「チキンラーメン」に直接つながる祖先と思われる料理として、戦前から安藤百福の出身地である台湾の郷土料理に素麺を油で揚げた鶏糸麺（ケーシーメン）が存在している台湾がまだ日本の植民地だった1944年1月の『民俗臺灣』(主に台湾の民俗習慣を紹介する日本語雑誌) 第4巻第1号に、民俗学者の池田敏雄による、当時の台北市艋舺における台湾人の食習慣についてのレポートが掲載されていて、そこには「雞絲麵は索麵 (さくめん) に味をつけたもので、熱湯をそそいでそのまま食べることが出来る」と書かれている。（文中の雞絲麵は鶏糸麺の現地表記で、索麵 (さくめん) とは素麺 (そうめん) の古い言い方）台湾鶏糸麺は戦後の食糧難だった日本にも輸入されて、1950年代の日本で複数の台湾出身者が即席麺を売り出したのは偶然ではない、これら商品の発想は台湾の鶏糸麺をルーツとしていることは指摘されている。また、台湾南部で昔からよく食べられている意麵（イーメン）という麺料理もチキンラーメンの開発に影響を与えており、安藤百福氏の自伝『魔法のラーメン発明物語』にも「（出身地である）台湾南部には、戦前から揚げ麺を食べる文化があった。いちばんチキンラーメンに味が似ているのは、台湾南部で食べられている意麺」の記述が書かれている。
しかし、従来の油揚げの製法が日清食品の瞬間油熱乾燥法と異なるかについては曖昧である。以上のような経緯から「インスタントラーメン」の発明者が誰であるかについては意見が分かれている。上述したインスタントラーメンと乾麺との明確な差は製造方法とスープの有無のみである。インスタントラーメンを「数分ゆでれば食べられる麺」と定義するなら、古くからある乾麺はそのほとんどが該当する。
なお、安藤百福は1964年（昭和39年）に「日清食品が特許を独占して、野中の一本杉として発展はできるが、それでは森として大きな産業は育たない」として日本ラーメン工業協会（現：日本即席食品工業協会）を設立し、競合他社に瞬間油熱乾燥法など即席麺関連の製法特許を公開している。インスタントラーメンのルーツが台湾の郷土料理に遡れることを指摘する一人である野嶋剛も、「即席麺を大量生産化し、日本と世界に広げた安藤氏の経営業績は、たとえそれが完全な発明でなくてもまったく曇ることはない」と安藤百福を高く評価している。

## 歴史
- 20世紀前半まで インスタントラーメン以前にも乾物としての麺は存在していたが、麺を鍋で茹でる他にスープかタレを用意する必要があり、調理に時間が掛かることから「即席」とまでは言えなかった。
- 1953年 - 村田製麺所（現・都一株式会社）の村田良雄が、即席麺に欠かせない屈曲麺製法を発明し、特許をとる。
- 1955年 - 松田産業（現・おやつカンパニー）[16]が「味付中華麺」を即席麺製品として開発した。商業的には失敗に終わるが、製造過程で生じる麺のかけらを活用し、後の1959年に「ベビーラーメン（現・ベビースターラーメン）」として商品化し人気となった[17][18]。
- 1956年 - 第一次南極観測隊に東明商行の即席麺が持ち込まれる[19][20]。
- 1958年春 - 東明商行から即席ラーメンの長寿麺が発売される。麺を油で揚げ、スープに浸して味付けする製法であった[21]。
- 1958年 - チキンラーメンに先だって、大和通商から鶏糸麺が発売される。湯をかけて食べることができた[10]。
- 1958年8月25日 - 日清食品の創業者・安藤百福が瞬間油熱乾燥法を発明し、一般に「世界初のインスタントラーメン」と言われる「チキンラーメン」を発売[22][10]。即席麺を作る基本となる麺を糊化（アルファ化）する技術に関する特許申請やその商品化は松田産業や日清食品以前にも存在したとする説もある[23]。
- 1958年12月18日 - 東明商行の創業者の張国文が「味付乾麺の製法」を特許出願（特願昭33-36661号）。1960年11月16日に出願公告される（特公昭35-16974号）[24]。この発明は、登録前に2300万円で日清食品に買収されている[21][10]。
- 1959年1月22日 - 安藤須磨が「即席ラーメンの製造法」を特許出願（特願昭34-1918号）。1960年11月16日に出願公告される（特公昭35-16975号）[24]。
- 1959年4月 - 株式会社旭製粉製麺所（現：サンポー食品株式会社）が、棒状ノンフライインスタントラーメン「三宝（みたから[25]）ラーメン」製造開始[26]。
- 1961年 - 明星食品が初のカップ入り即席麺「明星叉焼麺」（未商品化）を由比ヶ浜の海の家で試験販売する。アイスクリーム容器に近いカップに、揚げ麺・乾燥具材・粉末スープが入っていて470ミリリットルのお湯を注いで食べるという、現在のカップ麺に近い商品だった。しかし容器の耐油性に問題があり、テスト販売のみで失敗に終わる。そのうえ、従来の即席麺を単に容器に入れただけと見なされ、特許や実用新案権を取得できなかった[27][28]。
- 1962年 - 明星食品がでん粉を使ってスープを粉末にするスープ別添技術を開発し、粉末スープを麺と別の袋に入れ添付した「支那筍入明星ラーメン」を発売した[29][30]。なお、本来は食品とは関連のない異業種である任天堂は、その子会社「三近食品」を設立させ、ポパイの版権を使って出した「ポパイラーメン」を販売するが、これも失敗に終わっている。
- 1963年7月2日 - 日清食品が即席麺では世界で初めての焼そば「日清焼そば」を発売[注釈 2]。以後、同業他社でも即席麺タイプの焼そばが開発・発売されている。
- 1966年 - サンヨー食品「サッポロ一番」発売（1月）。サッポロ一番には乾燥ネギが付けられ[29]、これ以降1970年代には、乾燥ネギに代表されるかやくを封入する製品が一般化する。スープもフリーズドライ等によって乾燥粉末化され、塩味、味噌味、カレー味など、スープの味にもバラエティが広がった。同年、明星食品「チャルメラ」発売（9月）。
- 1968年 - 日清食品「出前一丁」発売（2月）。出前一丁にはゴマラー油が付いていた。
- 1969年 - 明星食品が、麺を油で揚げず80℃程の温風で乾燥させるノンフライ製法による「中麺」を発売。「本物のラーメンの質感に近い」と評判となり、以降、他社も追随した[31]。
- 1971年 - 日清食品が「カップヌードル」を発売し、世界初のカップラーメンが登場[32]。開発当初よりパッケージ商品として様々な点が考慮されており、容器も耐久性・耐油性に優れていた。発売当初の売上は今ひとつだったが、翌1972年のあさま山荘事件にて、警視庁の機動隊員が食べている姿がテレビで流されたのをきっかけに大ヒットする。
- 1975年 - 東洋水産が、世界初のカップうどんである「マルちゃんのカップうどんきつね」を発売する。またハウス食品がシャンメンを発売しCMが話題になる。（私作る人、僕食べる人を参照）
- 1977年 - 袋入りめんに続き、容器入りめん（カップめん）も日本農林規格の対象となる[33]。
- 1989年 - 島田屋東京總本店が初の生タイプ麺製品となるカップうどんを発売[34]。
- 1991年 - 明星食品が生タイプ麺を使用したカップラーメン「夜食亭生タイプ」を発売[34]。

1980年代からは、調味油、味噌、ゴマだれなどの複数の液体の調味料を付ける製品も多くなり、小エビや豚肉、鶏卵などの具材も乾燥して同梱するインスタントラーメンが普及した。もっとも、豊富な具材が製品単価を押し上げる要因にもなり、また生の食材には味が及ばないとして、一部のカップ麺を除き一旦は市場から消えた。しかし、1990年代にはレトルト化した調理済みの具材や麺を同梱した高級品も登場し、2000年代には人気ラーメン店とのコラボレーションへと進化、それらが付属しない通常の製品と二極化が進んでいる。
一方、健康志向の高まりから、ノンフライ麺のほか、麺に含まれる炭水化物の割合を大幅に減少したロカボ麺などの採用が増えている。油で揚げる代わりに、蒸したり、熱風乾燥することで、煮る必要がない製品も多い。また、麺を小麦粉ではなくフォーやビーフンのようなコメを原料とするライスヌードルや、緑豆やデンプンを原料とする春雨も増えている。ライスヌードルや春雨は比較的低カロリーなので若年の女性層に支持されている。
また、風味や見た目に特徴を持たせるために、麺に食材を練り込むケースも見られる。例としてヤクルト本社の「麺許皆伝」（クロレラ）、日清食品の「とんがらし麺」（唐辛子）などがある。
袋麺の消費量はカップ麺に押されて減少していたが、2012年に東洋水産の「マルちゃん正麺」の大ヒットにより盛り返した。生麺をそのまま乾燥させる新しい製法で生麺に近い食感を実現した。日清食品の「日清ラ王 袋麺」、サンヨー食品の「サッポロ一番 麺の力」といった追随商品も登場した。

### 世界進出
日本国外での生産は、明星食品が韓国の三養食品（삼양식품、Samyang foods）との合弁で1963年に三養ラーメン（삼양라면、Samyang ramen）の製造を始めたのが最初とされる。明星からの無償技術供与であったという。
アジアでは（主に東アジア、東南アジア）、1980年代以後に同種の即席食品が製造され、地域色の豊かな製品も増えている。
当初は日本メーカーのブランド名や商品名が使われる製品が発売された。多くは商標の使用権（ライセンス）を得た製品で、日本メーカーが製造に直接関与していない場合もある。これらの製品にはライセンス製造であると表記されている。
その後、もともと「汁麺」や「炒め麺」が食文化に定着していたアジアでは、消費者の嗜好にあわせて伝統食を取り入れた独自の製品が数多く販売された。台湾、香港、中国はもちろん、タイのトムヤムクン味や、インドネシアの即席ミーゴレン、フィリピンの即席パンシット、ベトナムの即席フォーなど多様に進化した。アジア各国で販売されているインスタントラーメンは数百種類に及び、日本にも輸入され、コンビニエンスストアで販売される商品もある。
欧米では、主にスナックフードとして利用された事もあり、調理の手間が少ないカップラーメンが先に受け入れられた。当初、袋麺は輸入食品店以外では見掛けられなかったが、近年北米では一般のスーパーマーケットでも販売されている。一方、マグカップ等に乾燥麺を入れて熱湯を注ぐ軽食向き製品も欧米で人気があり、1990年代には、日本でも同様の製品が登場している。これらの製品では、煮て調理する事が出来ないため、麺もカップラーメンと同様に細く薄く平らで、具も小さな乾燥なると程度である。

## 状況

### 生産と消費
2000年代では、年間約850億食の即席めんが世界で生産されている。国別で最も多く生産しているのは中国で、2007年で498億食である。日本からの輸出は、2006年度時点での世界ラーメン協会調べによれば年間約8700万食。中国最大手のメーカーである康師傅（カンシーフ）は日本のサンヨー食品、第2位の華龍日清は日清食品と提携する。
2012年の国別の消費量は、中国が440億食と全世界の半分近くを占め、次がインドネシアの141億食、三位が日本の54億食と続く。一方、一人当たりの年間消費量では、韓国が72食でトップ、二位がインドネシアの57食、ベトナム56食、マレーシア44食で、五位の日本が43食である。

#### 各国の状況
- 韓国でラミョン（라면、ラーメンのらと麺の朝鮮語読み면(ミョン)の合成語）といえばインスタントラーメンを指し、生麺を使うラーメンは一般的ではない。韓国では、食堂や屋台でもインスタントラーメンを調理して客に出している。また、鍋料理のプデチゲにはインスタントラーメンを用いる。販売メーカーは60社で、キムチラーメンなどを輸出している。伝統食のトッポッキにインスタントラーメンを入れた「ラポッキ」という料理も定着している。また、韓国においてはインスタントラーメンを2種類混ぜて調理し食す習慣もあり、混ぜる元となった商品名を合わせた名前をつけて消費される（例としてチャパゲティとノグリを合わせてチャパグリとする、等）。
- 台湾ではインスタントラーメンはもともと安価な食べ物だったが、 2006年から2012年にかけてさまざまなブランドのインスタントラーメンの価格が上昇し、2011年にはインスタントラーメンのボウルは弁当より53元高い価格で販売されていた。
- タイ・ベトナム・カンボジア・マレーシア・インドネシアでも、インスタントラーメンを供する屋台がある。
- 香港には、朝食などにインスタントラーメンを調理して出す茶餐廳というスタイルの喫茶軽食店が多くある。日本でも形態は異なるものの、同様に調理をして食べさせる店（「インスタントラーメン屋」「インスタントラーメン店」などと呼称。全国チェーン店としては「やかん亭グループ」など）が存在する。
- アメリカ合衆国では、小麦の産地ということもあってか、インスタントラーメンは格安で販売されており、家計の苦しい大学生がよく食べていることから、学生生活の象徴として言及されることがある。他、空母勤務のアメリカ海軍軍人にプライベートタイム時での間食として浸透が進んでいる。
- メキシコには、1980年代に東洋水産がインスタントラーメンの輸出を開始し、東洋水産が圧倒的なシェアを獲得している。
- 宇宙食としてのインスタントラーメンが、日清食品と宇宙航空研究開発機構（JAXA）により「スペース・ラム」（Space Ram）という名で開発された。無重量空間で飛び散らないよう、麺にまぶす程度にスープを減らし、摂氏70度で戻せるようになっており、2005年7月、国際宇宙ステーションで提供された。

| 国名         | 特徴 |
| ------------ | --- |
| 中国         | 世界消費量の半分を占める。香辛料の効いたビーフ風味が中心。「桶麺（大盛りカップ麺）」も多い |
| インドネシア | 1人当たり消費量は世界第4位（2022年）、総消費量は2位。汁なしのやきそばタイプが半分を占めるほか、ハラール対応商品が主流 |
| 日本         | カップ麺割合が60％以上と最も高い。しょうゆ、みそ、とんこつ、塩味が基本だが、うどんや焼きそば、コラボ商品、低カロリー商品など多彩 |
| 米国         | スープはチキン味、シュリンプ味、ビーフ味が主流 |
| ベトナム     | 近年消費量が急拡大し、2022年の1人当たり消費量は世界1位。スープは酸っぱくて辛いシュリンプ味が一番人気。エースコック（日本）が日本品質を持ち込むとともに味づくりは現地スタッフに任せて開発した袋麺「ハオハオ」が市場をリードし（2010年シェア65％）、消費も拡大 |
| 韓国         | 1人当たり消費は世界2位（2022年）。1958年に日本で開発されて後5年遅れて1963年に韓国で生産開始。袋麺の割合が75％でビーフ味、キムチ味など辛口風味が好まれる |
| フィリピン   | 汁物袋麺は朝食としても食べられ、チキン味、牛骨味が人気 |
| タイ王国     | 世界3大スープの一つ、酸っぱくて激辛のトムヤムクン味が中心 |
| 台湾         | カップ麺の割合が50％と高い。ポーク味が半分を占め、次いでビーフ味が人気 |
| ブラジル     | 日本より柔らかい麺が好まれる。風味のよい地鶏味が第1位 |
| メキシコ     | チリ辛を利かせたエビ味カップ麺が好まれる。フォークで食べる短い麺入りのスープ食品として消費されている |

### 日本
- 2005年度 - 生産量 54.4億食（前年度比1.6%減）[42]
- 2006年度 - 生産量 53.1億食、一人当たり年間消費量41.3食[42][43]
- 2008年度 - 生産量 52.5億食、一人当たり年間消費量40.9食[42][43]
- 『日本食糧新聞』調べによると、全インスタントラーメン中売り上げ一位はサッポロ一番みそラーメンとなっている[44]。

|                    |      |      |      |      |       |       |       |       |       |       |       |       |       |       |       |       |       |       |       |       |   |       |       |       |       |       |
| 生産数量（千万食） | 1.3  | 7.0  | 15.0 | 55.0 | 100.0 | 200.0 | 220.0 | 250.0 | 300.0 | 310.0 | 330.0 | 350.0 | 360.0 | 365.4 | 380.0 | 390.0 | 400.0 | 410.0 | 405.0 | 415.0 | - | 534.9 | 530.9 | 553.0 | 547.6 | 547.5 |
| 年度               | 1958 | 1959 | 1960 | 1961 | 1962  | 1963  | 1964  | 1965  | 1966  | 1967  | 1968  | 1969  | 1970  | 1971  | 1972  | 1973  | 1974  | 1975  | 1976  | 1977  | - | 2009  | 2010  | 2011  | 2012  | 2013  |

## 日本の主な即席麺メーカー
- 日清食品（日清食品ホールディングス傘下。大阪府大阪市淀川区・東京都新宿区）
- 東洋水産（マルちゃん。東京都港区）
- サンヨー食品（サッポロ一番。東京都港区・群馬県前橋市）
- エースコック（サンヨー食品系。大阪府吹田市）
- 明星食品（日清食品ホールディングス傘下。東京都渋谷区）
- ハウス食品（ハウス食品グループ本社傘下、うまかっちゃん。大阪府東大阪市・東京都千代田区）
- マルタイ（サンヨー食品系。福岡県福岡市西区）
- まるか食品（ペヤング。群馬県伊勢崎市）
- 大黒食品工業（大黒、マイフレンド、AKAGI。群馬県佐波郡玉村町）
- ヤマダイ（ニュータッチ。茨城県結城郡八千代町）
- 麺のスナオシ（茨城県水戸市）
- 東京拉麺（東京拉麺。栃木県足利市）
- 永谷園（煮込みラーメンなど。東京都港区）
- テーブルマーク（テーブルマークホールディングス傘下および日本たばこ産業(JTグループ)傘下、旧：加ト吉。東京都中央区、カネボウフーズ即席めん製造部門を譲受）
- 寿がきや食品（愛知県豊明市）
  - つばめ食品（三重県桑名市）寿がきや食品の完全子会社　[46]

- 小笠原製粉（キリマルラーメン。愛知県碧南市）旧キリンラーメン
- 山本製粉（ポンポコラーメン。愛知県豊川市）
- おやつカンパニー（ブタメン。三重県津市）- 日本初のインスタントラーメンを発売。乾燥麺に似たスナック菓子「ベビースターラーメン」、ミニサイズのカップ麺「ブタメン」。
- 徳島製粉（金ちゃん。徳島県徳島市）
- イトメン（チャンポンめん。兵庫県たつの市）
- 藤原製麺（永谷園傘下。北海道旭川市）
- ヤクルト食品工業（ヤクルトグループ、佐賀県神埼市）
- サンポー食品（佐賀県三養基郡基山町）
- 五木食品（熊本県熊本市南区）
- ヒガシマル（ヒガシフーズ。鹿児島県日置市）
- 都一（千葉県千葉市若葉区）
- エスビー食品（ホンコンやきそば。東京都中央区・板橋区）
- トーエー食品（ノンカップ麺。岐阜県関市）
- 信陽食品  (ポンちゃんラーメン。長野県長野市)
- オキコ株式会社（オキコラーメン。沖縄県中頭郡西原町）
- 栗木商店（福岡県うきは市）[48]
- 利尻漁業協同組合（北海道利尻郡利尻富士町）[49]
- みうら食品（山形県東根市）[50]
- つらら（北海道紋別郡湧別町）[51]

### 日本国内における即席めん業界 売上高ランキング
- 2020-2021年[52]
  - 日清食品（チキンラーメン、カップヌードルなど） 3,622億円
  - 東洋水産（赤いきつねなど） 2,274億円
  - サンヨー食品（サッポロ一番など） 1,816億円
  - エースコック（ワンタンメン、スーパーカップなど） 413億円 など。